# Vesania
Vesania é uma banda de black metal sinfônico polonesa. A banda surgiu em 1997, formada por apenas três membros: Orion (guitarra e vocal), Daray (bateria), e Heinrich (baixo). Logo depois vieram os últimos membros como Hatrah (teclados), Annahvahr (guitarra e vocal), e Siegmar (teclados).
Seu primeiro álbum, Moonastray, foi um split com a banda Black Altar e foi lançado apenas em 2002 pela Odium Records, exclusivamente na Polônia, o lançamento foi limitado e teve uma prensagem de 666 copias e esse álbuns foram assinados pelos membros da banda com sangue. Em 2003 é lançado o seu segundo álbum, Firefrost Arcanum pela Empire Records por toda a Europa. Este trabalho foi segmento apenas do membros Annahvahr, Orion e Daray. Seu terceiro álbum, God The Lux foi lançado em Abril de 2005.

## Formação

### Atual
- Tomasz "Orion" Wróblewski – guitarra e voz
- Dariusz "Daray" Brzozowski – bateria e percussão
- Filip "Heinrich" Hałucha – baixo
- Krzysztof "Siegmar" Oloś – teclados
- Marcin "Valeo" Walenczykowski – guitarra

### Anterior
- Hatrah – teclados
- Filip "Annahvahr" Żołyński – guitarra e voz

## Discografia
- Reh (demo, 1997)
- Moonastray (2002)
- Firefrost Arcanum (2003)
- God The Lux (2005)
- Distractive Killusions (2007)
- Deus ex Machina (2014)